# Liberté d'expression en droit français
 (novembre 2022).
- Si vous ne connaissez pas le sujet, laissez ce bandeau (vous pouvez alors contacter les auteurs).
- Si vous supprimez le contenu mis en cause (vous pouvez préalablement contacter les auteurs),

argumentez précisément cette suppression dans la page de discussion
(un manque de référence n'est pas un argument ; une recherche réelle de référence doit avoir été effectuée, être formellement documentée).
La liberté d'expression est un droit constitutionnel reconnu à tout citoyen français. La liberté d'expression doit être distinguée de la liberté académique,.

## Déclaration des droits de l'homme et du citoyen (1789)
Dans son article 10, la Déclaration des droits de l'homme et du citoyen pose que : « Nul ne doit être inquiété pour ses opinions, même religieuses, pourvu que leur manifestation ne trouble pas l'ordre public établi par la Loi. »
Dans l'article 11, la Déclaration des droits de l'homme et du citoyen pose aussi que : « La libre communication des pensées et des opinions est un des droits les plus précieux de l'homme : tout citoyen peut donc parler, écrire, imprimer librement, sauf à répondre de l'abus de cette liberté dans les cas déterminés par la loi. »
Ces deux articles ont valeur constitutionnelle car le préambule de la Constitution de la Ve République renvoie à la Déclaration de 1789.

## Loi des suspects (1793)
Selon ce décret, sont réputés suspects tous ceux « qui (...) par leurs propos ou leurs écrits, se sont montrés partisans de la tyrannie ou du fédéralisme et ennemis de la liberté (...) ; ceux à qui il a été refusé des certificats de civisme, (...) ceux des ci-devant nobles, ensemble les maris, femmes, pères, mères, fils ou filles, frères ou sœurs, et agents d'émigrés, qui n'ont pas constamment manifesté leur attachement à la Révolution (...) ».
Le nombre de personnes arrêtées comme suspects à partir de la promulgation de la (deuxième) loi des suspects le 17 septembre 1793 jusqu'en 1794 - elle sera abrogée en 1795 - fait l'objet d'évaluations controversées.

## Loi du 27 germinal an IV (16 avril 1796)
Cette loi punit de mort "tous ceux qui par leurs discours ou par leurs écrits imprimés, soit distribués, soit affichés, provoquent la dissolution de la représentation nationale ou celle du directoire exécutif, ou le meurtre de tous ou aucun des membres qui les composent, ou le rétablissement de la royauté, ou celui de la constitution de 1793, ou celui de la constitution de 1791, ou de tout gouvernement autre que celui établi par la constitution de l'an 3".
Elle décrète aussi que "Tout rassemblement où se feraient des provocations de la nature de celles mentionnées en l'article premier, prend le caractère d'un attroupement séditieux.", dont les auditeurs qui ne se retireraient pas à "la première sommation qui leur en sera faite par le magistrat ou par le commandant de la force armée" se rendraient passibles au minimum "de la peine de cinq années de fers".

## Loi de 1881 sur la liberté de la presse
Cette loi reconnaît la liberté d'expression dans toutes formes de publications sauf dans quatre cas déjà prévus dans le code pénal :
- Insulte,
- Diffamation, calomnie,
- Incitation à commettre des délits ou des crimes, si elle est suivie d'actes,
- Outrage aux bonnes mœurs et à la décence publique.

Cette loi ne concerne que les opinions exprimées en public ou sur un support diffusé auprès du public.

## Loi Pleven 1972 relative à la lutte contre le racisme
Le délit de provocation publique à la haine raciale institué par l'article 1er de la loi de 1972 a été inséré à l'article 24 alinéa 5 de la loi sur la liberté de la presse du 29 juillet 1881. La provocation peut ne pas être explicite mais être indirecte, faite par des sous-entendus ou des allusions. Un autre élément nouveau par rapport à la loi de 1881 est que la provocation ne nécessite pas d'être effectivement suivie d'effet pour être punissable.

## Loi Gayssot 1990 tendant à réprimer tout acte raciste, antisémite ou xénophobe
Cette loi prévoit de condamner à des amendes et à de la prison ceux qui tiennent des propos négationnistes à propos des crimes contre l'humanité commis par les nazis durant la Seconde Guerre mondiale qui furent définis dans le statut du Tribunal militaire international de Nuremberg.

## Loi de 2020 contre les contenus haineux sur Internet
Cette loi prévoit la suppression des contenus jugés haineux des réseaux sociaux, plates-formes collaboratives et moteurs de recherche sous 24 h sous peine d'amende. Cette loi, dite « Loi Avia » (du nom de Laetitia Avia, rapporteure de la proposition de loi) est pratiquement intégralement censurée par le conseil constitutionnel le 18 juin 2020.

## Autres dispositions après 2020 sur Liberté d'expression face aux religions

### Affaire Mila
Début 2020, l'affaire Mila a entraîné un débat autour de cette question. Certains telle Ségolène Royal refuseront « d'ériger une adolescente qui manque de respect comme le parangon de la liberté d'expression » , alors que d'autres tel Emmanuel Macron réaffirmeront le 12 février « le droit au blasphème » et à « critiquer les religions ».

### Assassinat de Samuel Paty
Le 16 octobre 2020, Samuel Paty, un professeur d'histoire-géographie et d'éducation morale et civique est décapité par un islamiste radical après avoir présenté une caricature de Mahomet, provenant du journal Charlie Hebdo, à ses élèves. Cet attentat a suscité de nombreux débats sur la liberté d'expression face aux religions.

## Projets de loi éventuels en préparation (2024)
À la suite notamment des discours complotistes du rappeur Booba sur la toile, à la suite des vaccins contre la Covid-19ou très peu nombreux en France sur le nombre de personnes vaccinés, relayant aussi le discours de Marc Doyer par ailleurs président de Vérity France sur le sujet de sa femme qui serait morte de Creutzfeldt-Jakob selon les dires de ce dernier,et ayant ensuite insulté le docteur Jérôme Barrière sur le sujet sur les réseaux sociaux, celui-ci a lancé une tribune dans le même temps critiquant ses discours niant la science selon lui et voulant réintroduire un article sur un délit niant la vérité scientifique, article retiré du projet de lois sur les dérives sectaires et dans le même temps l'Autorité de régulation de la communication audiovisuelle et numérique, voulant recadrer CNews à la suite des propos non politiquement corrects tenus par la chaîne à la demande de Reporters sans frontières sur le sujet, l'animateur Cyril Hanouna s'inquiétant d'une censure possible de l'information dans l'avenir,, le gouvernement voulant aussi recadrer loi de 1881 concernant la liberté d'expression, notamment vis-à-vis des députés visés après des discours de Haine, notamment sur la toileà la grande colère des syndicats de journalistes, l'association des maires de France et présidents d'Intercommunalités étant d'accord dans cette nouvelle affaire avec ce nouveau projet de loi soutenu par le gouvernement français remettant gravement en cause la loice à la grand colère des journalistes en général dont maître William Bouchardon,.

### Remise en cause de la loi sur l'Apologie du terrorisme de novembre 2014
Plus récemment 10 ans après en novembre 2024, la France insoumise veut remettre en cause cette loi qui d'après le député Bernalicis limite la Liberté d'expression, la justice étant appliquée initialement avant celle-ci d'après la Loi du 29 juillet 1881 sur la liberté de la presse, cette accusation pouvant en effet valoir désormais comparution immédiate devant la justice selon leurs adversaires, ces partisans soulignant, eux, le risque d'une parole trop libre blessant les victimes du terrorisme dont ceux des Attentats de 2015 en France puis du 7 octobre 2023 en Israël[pertinence contestée].